# Nigrilypha gnoma
Nigrilypha gnoma är en tvåvingeart som beskrevs av O'hara 2002. Nigrilypha gnoma ingår i släktet Nigrilypha och familjen parasitflugor. Inga underarter finns listade i Catalogue of Life.